# با تو هستم
با تو هستم (به انگلیسی: I'm With You) ترانه‌ای از خواننده-ترانه‌نویس کانادایی آوریل لوین می‌باشد که به کمک تیم ضبط موسیقی ماتریکس نوشته شده و در اولین آلبوم او، رها کردن قرار داده شد.
ترانه به عنوان سومین تک‌آهنگ آلبوم در ۲۰۰۲ و ۲۰۰۳ عرضه شد. «با تو هستم» موفق به کسب ترانه شماره ۱ در مکزیک، در بیلبورد ۲۰۰ ایالات متحده شماره ۴، در شماره هفتم در بریتانیا، ۱۳ در کانادا و شماره یک به صورت جهانی شد. این ترانه نامزد ترانه سال و بهترین اجرای زن سال برای جایزه گرمی سال ۲۰۰۴ شد.

## نماهنگ
نماهنگ این ترانه توسط دیوید لاشیپل کارگردانی شد. این نماهنگ لوین را نشان می‌دهد که تنها و به دنبال کسی می‌گردد. آوریل در داخل یک مهمانی است و صحنه آهسته جریان دارد اما او ترانه را می‌خواند و به راه خود ادامه می‌دهد. این نوع فیلمبرداری توسط ضبط صحنه و نواختن موسیقی به صورت دو بار سریع‌تر امکان‌پذیر شده‌است. ماچ میوزیک این ویدئو را یکی از ۱۰۰ بهترین ویدئو تمام زمان‌ها نام برد.

## جوایز
| سال  | مراسم جایزه              | جایزه                             | نتیجه    |
| ---- | ------------------------ | --------------------------------- | -------- |
| ۲۰۰۳ | جایزه موزیک ویدئو ام‌تی‌وی | بهترین نماهنگ از زن               | نامزدشده |
| ۲۰۰۳ | جوایز برگزیده نوجوانان   | برگزیده ترانه عاشقانه             | برنده    |
| ۲۰۰۴ | جایزه گرمی               | بهترین اجرای زن سال               | نامزدشده |
| ۲۰۰۴ | جایزه گرمی               | ترانه سال                         | نامزدشده |
| ۲۰۰۴ | جایزه ای‌اس‌سی‌ای‌پی         | بیشترین ترانه اجراشده از یک سینما | برنده    |

## فهرست ترانه‌ها
سی‌دی بریتانیا، آلمان و کره
1. «با تو هستم» ۳:۴۴
2. «با تو هستم» (در مکزیکو سیتی ضبط شده ۳:۵۷)
3. «ناخواسته» (در مکزیکو سیتی ضبط شده ۴:۰۱)
4. «با تو هستم» (نماهنگ)

سی‌دی فرانسه
1. «با تو هستم» ۳:۴۴
2. «با تو هستم» (در مکزیکو سیتی ضبط شده ۳:۵۷)

دی‌وی‌دی با تو هستم/ اسکیتر بوی
1. «با تو هستم» (نماهنگ)
2. «اسکیتر بوی» (نماهنگ)
3. اسکیتر گیرل (تلویزیونی)
4. اجرا کننده خیابانی (تلویزیونی)
5. گالری تصویرها

### تبلیغاتی
سی‌دی تبلیغاتی ایالات متحده، بریتانیا و استرالیا
1. «با تو هستم» ۳:۴۴

### نسخه اصلی
1. نسخه اصلی
2. نسخه دمو